# Alexander Ballén

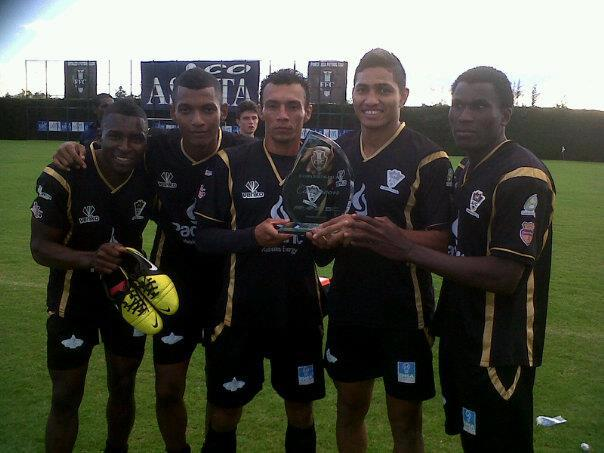
Ganador de la Copa Fortaleza

Alexander Ballén Montoya (Acacías, Meta, Colombia; 17 de marzo de 1980) es un exfutbolista colombiano, su característica principal es su fuerte remate de media distancia.[cita requerida]

## Trayectoria
Inició su carrera futbolística en el Club Alianza Petrolera de Barrancabermeja donde se dio a conocer. Fue fichado en el 2012 por Llaneros Fútbol Club S.A. de la ciudad de Villavicencio, de la Categoría Primera B Colombiana.  Su primer gol con Llaneros fue el 30 de agosto de 2012 frente a Bogotá Fútbol Club. Su segundo gol con Llaneros lo consiguió el 18 de septiembre de 2012 frente a Real Santander. Actualmente se encuentra sin equipo.

## Clubes
| Club              | País     | Año         |
| ----------------- | -------- | ----------- |
| Alianza Petrolera | Colombia | 2010 - 2011 |
| Llaneros FC       | Colombia | 2012 - 2014 |